# 交響曲傳奇
《仙乐传说》（中国大陆又译作，台湾又译作，香港和台湾官方译为）是2003年8月在任天堂GameCube发行的日式电子角色扮演游戏。游戏由南梦宫发行，是传说系列第五款核心产品。游戏英文版于2004年7月在北美发行，11月在欧洲发行。2004年9月，追加内容的PlayStation 2移植版在日本推出。
游戏设定于虚构世界希尔瓦兰特。在游戏中，主人公罗伊德和青梅竹马，神子柯蕾特，为拯救世界踏上旅途。他们在冒险中得知，拯救希尔瓦兰特就会威胁平行世界泰瑟亚兰，最终他们决定一起拯救两个世界。游戏的特有种类标题为“与君回响的RPG”。
游戏普遍获得正面评价。评论对游戏性表示赞扬，但对情节提出批评。游戏获得日本游戏大奖2003之优秀奖，并以Player's Choice和PlayStation 2 The Best标签再版。游戏美版头两周销量突破10万套，所有版本全球销量则超过160万。
《仙乐传说》发行后，一系列相关媒体随之在日本推出，其类型涵盖漫画、小说、广播剧和OVA动画。后传《交響曲傳奇 -拉塔特斯克的騎士-》于2008年在Wii推出。游戏与后传的高清再版合集于2013年，以《仙乐传说 编年史》名义在PlayStation 3发行。Steam版于2016年推出。

## 玩法
《仙乐传说》和以往的传说系列类似，主要包括三类界面——世界地图、城镇与迷宫地图，以及战斗画面。世界地图连接着城镇和迷宫场所；和系列前作类似，玩家可在地图上步行，骑宠物诺伊休或驾驶飞行器移动。城镇和迷宫等场景地图以写实比例呈现，可供玩家探索。和前作的随机遇敌系统不同，本作采用“指标式”遇敌方式：世界地图和场景地图会显示敌人模型，玩家可与之接触交战，或是绕开避战。在战斗界面中，玩家要给角色下达指令，和电脑控制的敌人战斗。三类界面皆采用3D画面。
地图界面会穿插播放角色小品剧，其以角色肖像和对话字幕的方式显示，日版游戏还有完整配音。小品内容如角色发展和次要细节等。剧情中有选择肢，玩家的选择会影响角色的对罗伊德的好感度。好感度为隐藏属性，但会轻微影响游戏细节。
游戏采用“多戰線式線性動作戰鬥系統”。玩家可从队伍中选择4人参战，但玩家只能同时操作一名角色。玩家角色和敌人間会拉出數條看不到的動線，玩家即主要在此直線上移動。不受玩家控制的角色会按预先设定的策略，由人工智能控制。打击对手会填充“同音槽”，当槽充满就能触发“同音攻击”，此时团队可对同一敌人同时发动技能。特定技能组合可触发特殊攻击，继而对敌造成额外伤害。
在战斗后，系统将按玩家是否达成特定标准，奖励或扣除游戏货币Grade。Grade可在二周目中购买特殊奖励。若战后玩家持有食材道具，系统还会提醒制作料理。料理可回复生命值等，实际效果因配方而异。不同角色料理的效果也不一样。
《仙乐传说》的技能系统以“EX晶球”为基础；晶球分为四个等级。每名角色至多能装备4颗，并为其设定能力。角色可设定能力取决于其偏向强攻型（T）还是技巧型（S）。将EX晶球能力结合可获得额外的“EX技能”。角色能力值成长由其装备的“称号”决定。称号会在游戏流程、支线任务，或满足特定条件后获得。

## 情節
罗伊德·埃尔文和吉尼亚斯·赛吉，与神子柯蕾特·布鲁尼尔，及其护卫莉菲尔·赛吉和库拉托斯·奥隆，一行展开世界再生之旅。一行目的是为世界希尔瓦兰特补充能源玛娜，因此需要神子柯蕾特解开五座祭坛的封印。途中一行遇到来自平行世界泰瑟亚兰的藤林椎名。她告诉一行，两个世界通过再生之旅互相争夺玛娜。一行人希望拯救两个世界，然而天使蕾米埃尔告诉他们，柯蕾特的旅行正是如此。在最后一个封印处，他们被蕾米埃尔和库拉托斯背叛；原来他们是米托斯·由古德拉希尔领导的邪恶组织，库尔希斯的成员。
团队前往泰瑟亚兰寻找拯救世界的方法，途中泽洛斯·维尔达、布雷塞娅·康巴提尔和里加尔·布赖安加入队伍。团队得知，将两个世界的召唤精灵同时唤醒，就能切断世界间的玛娜链 。团队以为这是拯救世界的答案，便成功将两世界间的所有玛娜链切断。然而此举会让夹在两个世界间，为世界提供能源的伟大果实吸收大量玛娜，若任之发展，世界就会被果实膨胀吞噬。在重新稳定种子后，团队从袁·卡菲处了解到，希尔瓦兰特和泰瑟亚兰曾是一个世界，但米托斯用无尽之剑将之分开；团队明白用无尽之剑就可合并世界，让伟大果实萌发。一行找到了无尽之剑，但罗伊德没有能力使用这把剑。
库拉托斯表示，他已收集到材料，可以为罗伊德再打造一把剑。然而造出剑后，被击败的米托斯附身到一个队员身上，逃往彗星德利斯·卡兰。米托斯带走伟大果实未遂，最终被罗伊德击败。罗伊德用无尽之剑，将希尔瓦兰特和泰瑟亚兰合并，伟大果实则萌发，变成玛娜之源，大树卡兰。

## 开发与发行
南梦宫在2002年5月8日公布多款任天堂GameCube游戏，其中就有首次公开的《仙乐传说》。南梦宫称游戏为幻想传说系列作之一，且会推出漫画、动画、广播剧CD、小说等衍生作品。游戏正式名称于2003年2月公开。2003年4月的一期《Fami通》揭露，游戏已由《永恆傳奇》原班团队开发两年，主角人数为系列之最，同时这是系列首度3D化。北美本地化消息于电子娱乐展2003得到确认。南梦宫在2003年6月9日的发布会上表示，游戏分为2碟，主题曲为近未來演唱的《Starry Heavens》。游戏于2003年8月29日在日本发售，同时推出的还有和游戏同捆的“交响绿”版任天堂GameCube。北美和欧洲本地化版分别于2004年7月13日和11月19日发售。美版为迎合西方玩家，本地化时将《Starry Heavens》换为器乐曲，并专门聘请专业配音员配音。美版后于2004年7月19日以Player's Choice标签再版.。
2004年4月第2周的《周刊少年Jump》公布游戏移植PlayStation 2的消息。此版本新增了一些内容，主题曲换为近未來的《我能做到的事》。游戏于2004年9月22日在日本独占发行，2005年7月7日又以The Best标签再版。

### 剧本
编剧實彌島巧表示，曾希望借助玩家的选择與好感系统，将《仙乐传说》塑造为“独特的交响乐”。實彌编写了许多剧本，其中最大的事件和泽洛斯·维尔达有關。他最初以泽洛斯死亡为正典，存活與否由取決於好感度：他的好感度在所有人中最低会较早死亡，好感度中等则会在故事最后死亡，好感度最高時才不會死亡。然而开发人员要求库拉托斯·奥隆返回队伍，团队亦商讨了實施方法。因此實彌将泽洛斯之死改为非正典的支线剧情。《仙乐传说》虽然总体情节独立，但时间轴和传说系列首作《幻想传说》相同。

### 后传与再版
2007年7月20日的消息公布，后传《交響曲傳奇 -拉塔特斯克的騎士-》发行于Wii平台。遊戲設定與《交響曲傳奇》情節的2年後，兩個世界因合併產生了環境變異和文明衝突，最終引發了激烈的矛盾。遊戲講述因衝突喪失雙親的少年艾米爾，為保護少女瑪塔，成為「拉塔特斯克之騎士」的故事。游戏于2008年在日本和北美发行，2009年在欧洲发行。
2013年6月1日的消息称，《仙乐传说》和《拉塔特斯克的骑士》的重製版將强化图形并新增内容，一并以《仙乐传说 编年史》名义在PlayStation 3推出。游戏於2013年10月10日在日本发行，2014年2月在北美和欧洲发行，两者皆有零售和下载版，且可选择单独购买《仙乐传说》。
《仙乐传说》预定于2016年登陆Steam。

## 改编产品

### 漫画
《仙乐传说》发行后推出了7部改编漫画，其中6部为漫画集，1部为传统漫画。
最早推出的漫画集为《仙乐传说漫画集》，共5卷，由一迅社在2003年11月25日至2006年2月25日间出版。其次为四格漫画《仙乐传说 四格王》，共5卷，由一迅社于2003年11月25日至2006年12月25日间出版。第三部漫画集为《BC选集 仙乐传说》，共两卷，由Mag Garden于2005年和2007年出版。第四部漫画集《BC选集 仙乐传说 四格短篇漫画集》共1卷，由Mag Garden于2007年10月10日出版。第五部《超级漫画剧场 仙乐传说》共两卷，由史克威尔艾尼克斯于2005年5月27日和9月16日出版。第六部漫画集《仙乐传说漫画集 The Best》共一卷，由一迅社于2010年6月5日出版。
壹村仁创作了连载《仙乐传说》，其为游戏的漫画化版，刊载于《月刊Comic Blade》2005年4月号至2007年3月号。同时Mag Garden又以单行本方式，于2005年8月10日至2007年7月10日间发行。

### 书籍
《仙乐传说》有四部改编小说、四册攻略本、一本角色书、一本官方剧情册，以及一本插画册。
第一部小说为結城聖编写的《仙乐传说》，其共3册，由集英社于2003年11月21日到12月20日间出版。第二本小说连载为矢岛晶子的《仙乐传说 久远的光辉》，其共4册，由Enterbrain于2003年12月20日至2004年6月19日间出版。该作者的后传小说《仙乐传说 青翠之器》于2004年9月18日发行。游戏编剧实弥岛巧编写，以库拉托斯为视角的外传小说《仙乐传说 赎罪的库拉托斯》，由ASCII Media Works于2013年11月9日发行。
集英社以V Jump Books品牌发行了两本攻略本：GameCube攻略于2003年8月29日推出，PlayStation 2攻略于2004年9月22日推出。万代南梦宫游戏也发行了两本官方攻略本，分别是2003年10月1日发行的GameCube版，以及2004年10月27日发行的PlayStation 2版。一迅社在2004年1月26日出版了角色设计师藤岛康介的《仙乐传说 插画集 藤岛康介的角色工作》，书中收录了角色原画，以及藤岛对角色的解读。万代南梦宫在2008年6月26日发行了《仙乐传说 官方剧情册》，里面详述了游戏世界的历史和角色。

### 音频光盘
Frontier Works出版了7张游戏情节改编广播剧CD。《广播剧CD 仙乐传说 ～很久以前～》分三卷，分别讲述游戏之前和之后的不同情节，于2004年7月23日至9月24日间发行。《广播剧CD 仙乐传说选集1 ～Rodeo Ride Tour～》分两部分，讲述游戏情节一年后，藤林椎名和泽洛斯旅行世界的故事。两CD分别于2005年5月25日和6月24日发行。《仙乐传说 漫画市场78》和《仙乐传说 漫画市场79》则是《薄暮传说》与《圣恩传说》角色客串的外传故事。
DigiCube在2003年10月1日推出了4碟装《仙乐传说 原声大碟》。专辑首周打入公信榜第98位 。King Records在2004年10月27日为PlayStation 2移植版游戏再版原声。

### 动画
《仙乐传说 动画》是Ufotable制作，Frontier Works和NBC環球娛樂发行的OVA（原创动画录影带），共分3期发售。
第一期“希尔瓦兰特篇”分为4话，由DVD录影带首映，4话分别于2007年6月8日、8月10日、10月24日和12月21日发售。其随后以蓝光碟片合辑形式，在2008年9月26日推出。连续剧之后通过通用媒体碟片在2010年6月25日至7月23日间发售 。为宣传第二期，AT-X在2010年5月8日播映了动画。本期有三首主题曲：片头曲《Almateria》由河井英里演唱，两片尾曲《愿望》和《回家吧》分别由引田香織与水树奈奈演唱。除此之外，还有两首插入曲《うちへ帰ろう》和《Fiat lux -光あれ-》，均由水树奈奈演唱。
第二期“泰瑟亚兰篇”公布于2008年传说祭。其分为4话，分别于2010年3月25日、5月26日、9月23日和2011年2月25日发布。全4章皆有先行上映版：第一章于2010年3月13日在福冈Music Plaza Indo放映；第二章由Ufotable于2010年5月4日在德岛市放映；第三章由Animate于2010年9月17日在横滨放映；第四章由东宝于2011年2月20日在六本木放映。AT-X于2010年9月12日播映了前两话。章节片头曲《天空的卡娜莉亚》由水树奈奈演唱，两首片尾曲《祈祷之彼方》和《泰瑟亚兰～对孩子们～》皆由志方晶子演唱。
第三期“世界统合篇”完结了动画情节。其分为3话，通过DVD和蓝光首映，分为于2011年11月23日、2012年6月20日和2012年10月24日发行。全3话亦皆有先行上映版：第一章由Cinema Sunshine于2011年9月23日和25日在池袋放映；第二章由Ufotable于2012年5月3日在德岛放映；第三章由Cinema于2012年9月29日在池袋放映。三章共有四首主题曲：片头曲《真·实·与·谎·言》由Misono演唱，四首片尾曲（最后一卷OVA有双ED）《为了谁的世界》、《歪》和《在光照的场所～许诺～》、《風は遥かな明日を知る》皆由志方晶子演唱。
官方在2013年宣布，将发行三期的蓝光套装
。其于2013年11月6日发行。
OVA也有自己的衍生作品。ASCII Media Works在2013年3月28日推出的OVA的插画书，《仙乐传说 动画 视觉完全图书》。

## 评价
《仙乐传说》所获媒体评价普遍积极。美版发行头两周销量超过10万。南梦宫在2007年12月宣布，GameCube版全球销量超过95.3万，PlayStation 2移植版日本销量达到48.6万。2005年推出的PlayStation 2廉价版到2006年末时售出近5万。游戏各版全球累计销量在2008年达160万，是当时最畅销的传说作品。《仙乐传说》登上多项榜单。游戏是日本游戏大奖2003优秀奖获奖作品之一。在《Game Informer》2009年1月刊中，游戏入选“25款最佳GameCube游戏”并获第24名。在《任天堂力量》的“200款史上最佳任天堂游戏”榜单中，《仙乐传说》位居第107位。在IGN的百佳游戏读者票选中，游戏位居第75名；而在GameSpot的类似读者投票中，游戏位居第81位。
评论对游戏的卡通动画风格和即时战斗系统表示称赞。1UP、GameSpot、GameSpy、IGN和X-Play称赞了作品精细的场景，GameSpy还提到游戏的60帧画面很稳定。GameSpy称游戏战斗系统“畅快扼要”，X-Play则表示其易上手、有吸引非RPG玩家的潜力。游戏剧情和声音获评消极。Eurogamer、GameSpot、GameSpy、IGN和X-Play表示批评情节老生常谈、难以抓人。评论称游戏音乐和英语配音达标。此外GameSpy和X-Play称角色间的互动很迷人。